# Gossa (Noorwegen)
Gossa is een eiland in Noorwegen. Het eiland is deel van de gemeente Aukra in de provincie Møre og Romsdal. 

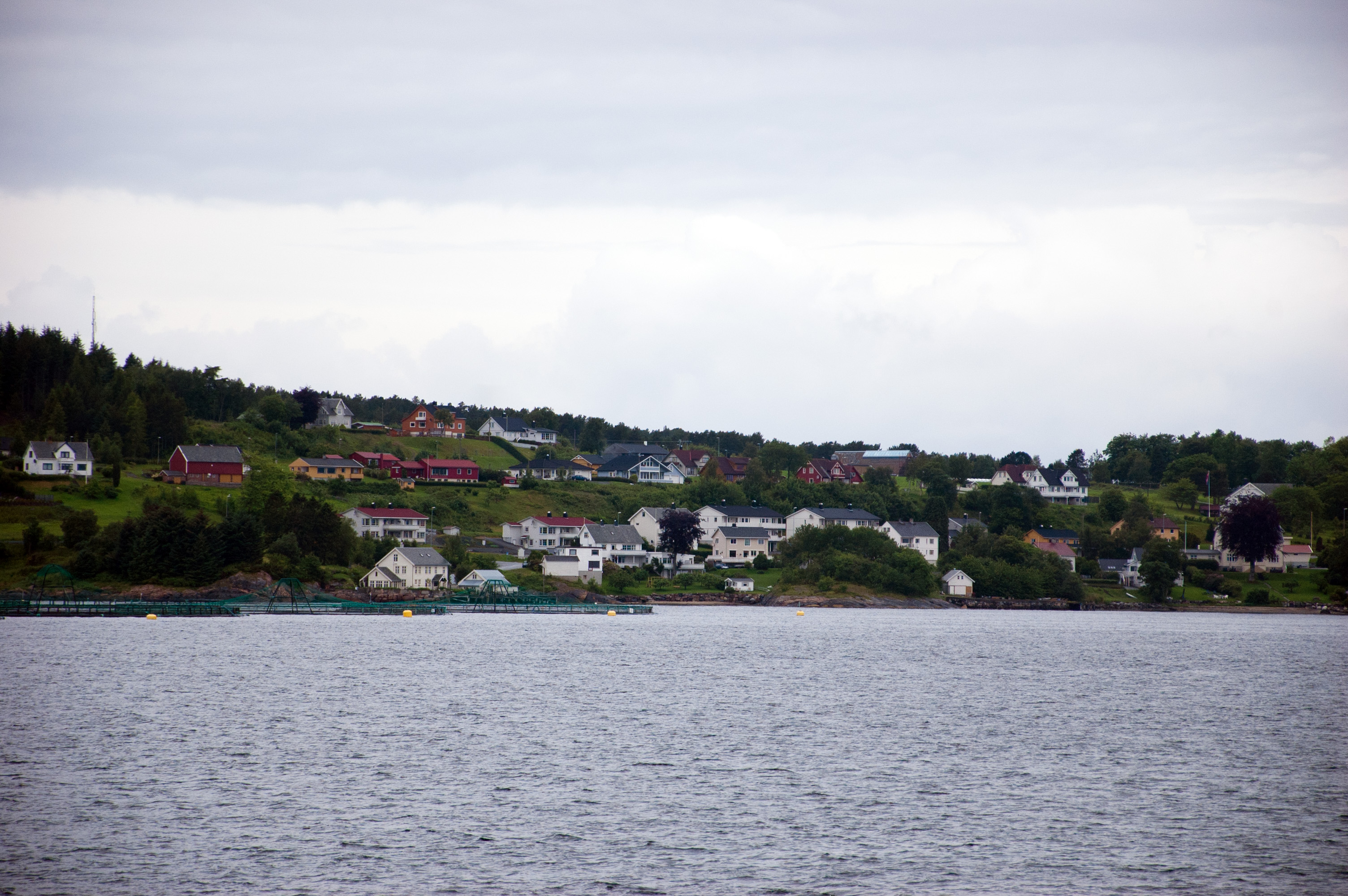

Het eiland heeft een oppervlakte van 46,5 km² en omvat het grootste deel van de gemeente. Gossa is middels een veerboot vanaf Aukrasanden verbonden met Hollingen op het vasteland.